# Luigi Reali
Luigi Reali (Firenze, 2 luglio 1602 – dopo il 1660) è stato un pittore italiano.
Di probabile famiglia originaria del Ticino, svolge l'apprendistato a Firenze da Francesco Curradi. Su diverse tele si firma con Aloysius Realis florentinus.
Dal 1628 al 1636 è attivo nell'area dell'attuale Canton Ticino, tra il 1636 e il 1637 si trasferisce nella zona piemontese del Verbano, la sua prima opera nella zona è a Ghiffa, opera in Valsesia, Val d'Ossola, Valstrona, Val Vigezzo, nell'ultimo decennio della sua attività si sposta anche in Valtellina, Val Camonica e Valsassina.
Di lui non si hanno notizie oltre il 1660, anno in cui si presume sia morto.

## Opere
Tra le opere:
- Gregorio XIII consegna ai Domenicani la bolla istitutiva della festa del Rosario, 1637, olio su tela, 150x101, chiesa di San Maurizio della Costa, Ghiffa
- Pio V invoca la Vergine del Rosario, 1637, olio su tela, 150x101, chiesa di San Maurizio della Costa, Ghiffa
- Sposalizio della Vergine, 1639, olio su tela, 270x290, oratorio della Madonna della Neve, Domodossola
- Vergine delle Grazie e Santi Sebastiano e Antonio abate, 1640, olio su tela, 175x120, oratorio di Sant'Antonio Abate, Nava di Montecrestese
- Sposalizio della Vergine, 1641, olio su tela, 167x142, chiesa di San Giacomo, Luzzogno
- Sposalizio della Vergine, 1641, olio su tela, 247x178, Pinacoteca civica, Varallo
- Visitazione di Maria a Elisabetta, 1641, olio su tela, 232x160, oratorio della Visitazione, Ronco di Ghiffa
- Madonna del Rosario con Santi, 1644, olio su tela, 193x136, chiesa dei Santi Pietro e Paolo, Crevoladossola
- Vergine delle Grazie, 1645, olio su tela, 220x115, oratorio di San Giovanni Battista, Altoggio di Montecrestese
- Maria regina coeli e San Carlo, 1650, olio su tela, 188x110, chiesa di Santa Maria Assunta, Mergozzo
- Sant'Antonio di Padova, 1656, chiesa di San Giorgio, Zoverallo
- Martirio di Sant'Eusebio, 1658, casa parrocchiale di Pasturo
- Sant'Antonio, 1658, chiesa di Codesino
- Sposalizio della Vergine, 1660, chiesa di Santa Caterina, Vocogno
- Immacolata e santi, 1660, chiesa di San Giacomo, Pasturo
- Sposalizio della Vergine, 1660, olio su tela, 232x165, oratorio di Santa Caterina, Vocogno (Craveggia)
- Madonna con bambino e Santi Giovanni Battista e Rocco, olio su tela, 196x117, oratorio di San Giovanni, Montorfano (Mergozzo)
- Storie mariane, olio su tela, 89x130, chiesa di San Maurizio, Vocca
- San Vittore, 178x81, San Lazzaro, 174x81, Santa Marta, 165x54, Santa Maria Maddalena, 162x53, olio su tela, chiesa di San Vittore, Verbania
- San Carlo distribuisce in elemosine i proventi della vendita del ducato di Oria, 179x119 e San Carlo insegna la dottrina cristiana, 175x126, olio su tela, chiesa di San Lorenzo, Bognanco
- San Rocco, olio su tela, 136x78, chiesa di San Carlo, Bracchio (Mergozzo)
- San Rocco, olio su tela, 178x118, chiesa di San Zenone, Tappia (Villadossola)
- San Zenone, olio su tela, 99x65,  Valpiana (Villadossola)